# Liste der Baudenkmäler in Regensburg-Sallern-Gallingkofen
Auf dieser Seite sind die Baudenkmäler in der Oberpfälzer Bezirkshauptstadt Regensburg zusammengestellt. Diese Tabelle ist eine Teilliste der Liste der Baudenkmäler in Bayern. Grundlage ist die Bayerische Denkmalliste, die auf Basis des Bayerischen Denkmalschutzgesetzes vom 1. Oktober 1973 erstmals erstellt wurde und seither durch das Bayerische Landesamt für Denkmalpflege geführt wird. Die folgenden Angaben ersetzen nicht die rechtsverbindliche Auskunft der Denkmalschutzbehörde.

## Baudenkmäler
| Lage                                                      | Objekt                                    | Beschreibung | Akten-Nr.       | Bild                                      |
| --------------------------------------------------------- | ----------------------------------------- | --- | --------------- | ----------------------------------------- |
| Amberger Straße 87 (Standort)                             | Katholischer Pfarrhof                     | Zurückgesetzter zweigeschossiger Mansardwalmdachbau, bezeichnet mit „1760“ | D-3-62-000-47   | Katholischer Pfarrhof                     |
| Amberger Straße 91, 91 a, 91 b, 91 c, 93, 93 a (Standort) | Ehemaliges Gasthaus                       | Zweigeschossiger und traufständiger Halbwalmdachbau mit Putzgliederungen mit zwei anschließenden Toreinfahrten, zweite Hälfte 18. Jahrhundert Haus Nr. 93: zweigeschossiger und giebelständiger Satteldachbau mit Kastenerker und hofseitiger Aufzugsgaube, 18./19. Jahrhundert Haus Nr. 93 a: Stadel, zweigeschossiger und traufständiger Satteldachbau, Mischmauerwerk, zweite Hälfte 18. Jahrhundert Haus Nr. 91 c: Ehemalige Remise, eingeschossiger und abgewalmter Satteldachbau mit korbbogigen Toreinfahrten, 18./19. Jahrhundert Häuser Nrn. 91 a und 91 b: Ehemaliger Stall, zweigeschossiger und traufständiger Satteldachbau, 18./19. Jahrhundert | D-3-62-000-48   | Ehemaliges Gasthaus                       |
| Bei der Sallermühle 17, 19 (Standort)                     | Pumpwerk der städtischen Wasserversorgung | Erbaut 1875 von der Firma Gruner und Thiem (Dresden) zur Förderung des nahe der Sallermühle entspringenden Quellwassers zum Hochbehälter auf dem Dreifaltigkeitsberg bzw. zum Leitungsnetz, erweitert 1888 Kessel- und Pumpenhaus, langgestreckter, quer zum Regenufer situierter erdgeschossiger Hallenbau mit Satteldach, Kreuzgiebelrisalit, Zyklopenmauerwerk, Hausteingewänden und Sichtziegelsteingliederung, 1875, westlich in gleichen Formen erweitert durch Flusskraftwerk zum Antrieb der Pumpen, 1888; mit technischer Ausstattung (u. a. zwei Turbinen mit stehender Welle und hölzernem Zahnkranz, verbunden mit vier Kolbenpumpen, bezeichnet mit „1888“) Zugehöriges Verwaltergebäude, ursprünglich wohl steinsichtiger giebelständiger Satteldachbau mit Mittelrisalit, Lisenengliederung, Sichtziegel mit sandsteingerahmten Segmentbogenfenstern, um 1875 Siehe auch Auf der Winzerer Höhe 1, Hochbehälter | D-3-62-000-1564 | Pumpwerk der städtischen Wasserversorgung |
| Bei der Sallermühle 19 (Standort)                         | Ehemaliges Mühlengebäude der Sallermühle  | Zweigeschossiger Walmdachbau mit hohem Sockelgeschoss, im Kern 16. Jahrhundert, Umbau 1885, Fassadenmalerei hl. Florian, bezeichnet mit „1553“ Remise des Pumpwerks der städtischen Wasserversorgung, holzverschalte Ständerkonstruktion mit Satteldach und Vorrichtung für Hängekran, 1891 Umfassungsmauer aus Bruch- und Haustein, wohl 16./17. Jahrhundert | D-3-62-000-1576 | Ehemaliges Mühlengebäude der Sallermühle  |
| Sallerergasse 4 (Standort)                                | Katholische Pfarrkirche Mariä Himmelfahrt | Saalbau mit Satteldach, eingezogenem Chor und Chorflankenturm mit Haubendach, im Kern romanisch, 12. Jahrhundert, Chor zweite Hälfte 14. Jahrhundert, Langhaus im 18. Jahrhundert umgebaut, 1933 verlängert; mit Ausstattung Friedhof mit Mauer, Bruchstein, mittelalterlich; Lichtsäule mit Tabernakel auf Schaft mit Relieftafeln, spätgotisch, Anfang 15. Jahrhundert Friedhofskreuz, Korpus gusseiserner Viernageltypus an Kreuz aus Bandeisen, bezeichnet mit „1904“ | D-3-62-000-1011 | Katholische Pfarrkirche Mariä Himmelfahrt |